# ○○の神様一覧
○○の神様一覧（○○のかみさまいちらん）は、「学問の神様：菅原道真」「バスケの神様：マイケル・ジョーダン」などと、とある分野の功績や実績などから「○○の神様」などと比喩的に称される人物の一覧である。
本一覧では、信用可能な文献などでその確認が可能なもののみ取り扱うものとし、引用する媒体がブログなどの不明確なものしかないものに関しては取り扱わないものとする。また、ここでいう「確認が可能なもの」とは、その人物が何かを発明したり、何かを広めるのに尽力した人物であることを証明する文献などではなく、その文献の中で「○○の神様」もしくは「God of ○○」などと表記されているものを指す。
本一覧では、英語文献でのみその存在が確認されたものについては、五十音表では英語文献に掲載されていた通称をそのまま載せた上で、それに対応すると考えられる日本語訳を括弧書きで掲載している。
また、名前を五十音順に並べる際は、東洋人名はフルネームを、西洋人名などは一番下の名前を元に並べ替えるようにしている。但し、西洋人名の中で一番下の名前だけでなく、その上の名前も一緒に呼ぶことが通例となっていると判断される場合はこの限りではない。

## 五十音順

### あ行
- 赤塚不二夫（あかつか・ふじお） - ギャグマンガの神様[1][2]
- 安達謙蔵（あだち・けんぞう） - 選挙の神様[3][4]
- 石川理紀之助（いしかわ・りきのすけ） - 秋田県農業の神様[5]
- 石津謙介（いしづ・けんすけ） - メンズ・ファッションの神様[6][7]
- 犬養毅（いぬかい・つよし） - 憲政の神様[8][9]
- エドワード・ヴァン・ヘイレン - ギターの神様[10][11]
- テッド・ウィリアムズ - 打撃の神様[12][13]
- 上野由岐子（うえの・ゆきこ）- ソフトボールの神様[14]
- デイヴィット・T・ウォーカー - ギターの神様[15][16]
- 宇佐美徹也（うさみ・てつや） - 記録の神様[17][18]
- 永六輔（えい・ろくすけ） - ラジオの神様[19]
- 江草隆繁（えぐさ・たかしげ） - 艦爆の神様[20][21]
- トミー・エマニュエル - アコギの神様[22][23]
- エリック・クラプトン - ギターの神様[24][25]
- 王羲之（おう・ぎし） - 書の神様[26][27]
- 大川慶次郎（おおかわ・けいじろう） - 競馬の神様[28][29]
- 岡林信康（おかばやし・のぶやす）- フォークの神様[30][31]
- 岡本勘治郎（おかもと・かんじろう） - バラの神様[32][33]
- 尾崎行雄（おざき・ゆきお） - 憲政の神様[34][35]
- 織田幹雄（おだ・みきお） - 日本陸上界の神様[36]
- 小野二郎 - 寿司の神様[37]

### か行
- 三代目桂米朝（かつら・べいちょう） - 上方落語の神様[38][39]
- 加藤一二三（かとう・ひふみ） - 1分将棋の神様、秒読みの神様[40][41][42]
- 川相昌弘（かわい・まさひろ） - バントの神様[43]
- 川上哲治（かわかみ・てつはる） - 打撃の神様[44][45]
- 木庭教（きにわ・さとし） - スカウトの神様[46][47]
- 邱永漢（きゅう・えいかん） - 金儲けの神様[48][49]
- 金田一秀穂（きんだいち・ひでほ） - 国語の神様[50][51]
- 國弘正雄（くにひろ・まさお） - 同時通訳の神様[52][53]
- 熊谷二郎（くまがい・じろう） - 拳闘の神様[54]
- ウェイン・グレツキー - アイスホッケーの神様[55][56]
- 五代目古今亭志ん生（ここんてい・しんしょう） - 落語の神様[57][58]
- カール・ゴッチ - プロレスの神様[59][60]
- フィリップ・コトラー - マーケティングの神様[61][62]
- "黒天使"沼澤邪鬼（こくてんし・ぬまざわ・じゃき）- デスマッチの神様[63]
- 児島惟謙（こじま・いけん） - 護法の神様[64][65]
- 小林秀雄（こばやし・ひでお） - 批評の神様[66][67]

### さ行
- 斎藤寅次郎（さいとう・とらじろう） - 喜劇の神様[68][69]
- 坂見誠二（さかみ・せいじ） - ダンスの神様[70][71]
- 坂本聖二　- スカッシュの神様[72]
- スティーヴィー・サラス - Pファンクの神様[73][74]
- ジーコ - サッカーの神様[75][76]
- 塩谷定好（しおたに・ていこう） - 芸術写真の神様[77][78]
- 志賀直哉（しが・なおや） - 小説の神様[79][80]
- ジミ・ヘンドリックス - エレキギターの神様[81]
- ジョアン・ジルベルト - ボサノヴァの神様[82][83]
- 菅原道真（すがわらのみちざね） - 学問の神様、書道の神様[84][85][86]
- 杉下茂（すぎした・しげる） - フォークの神様[87][88]
- 杉本清（すぎもと・きよし） - 競馬実況の神様[89][90]
- 砂川捨丸（すながわ・すてまる） - 漫才の神様[91][92]

### た行
- 高原永伍（たかはら・えいご） - 逃げの神様[93][94]
- 円谷英二（つぶらや・えいじ） - 特撮の神様[95][96]
- アート・テイタム - ジャズ・ピアノの神様[97][98]
- 手塚治虫（てづか・おさむ） - 漫画の神様[99][100]
- 寺内タケシ（てらうち・たけし） - エレキの神様[101]
- 寺内萬治郎（てらうち・まんじろう） - デッサンの神様[102]
- ピーター・ドラッカー - 経営の神様[103][104]

### な行
- 中能島欣一（なかのしま・きんいち） - 箏・三弦の神様[105]
- 仲畑貴志（なかはた・たかし） - コピーライターの神様[106][107]

### は行
- カール・パーキンス - ロカビリーの神様[108][109]
- テリエ・ハーコンセン - スノーボードの神様[110]
- 萩尾望都（はぎお・もと） - 少女漫画の神様[111][112]
- ウォーレン・バフェット - 投資の神様[113]
- 早川種三（はやかわ・たねぞう） - 会社再建の神様、再建の神様[114][115]
- 七代目 坂東三津五郎（ばんどう・みつごろう） - 踊りの神様[116][117]
- フレッド・ビロウ - シャッフルの神様[118][119]
- ジム・フィックス - ジョギングの神様[120]
- 福永守（ふくなが・まもる） - 馬の神様[121][122]
- 双葉山定次（ふたばやま・さだじ） - 相撲の神様[123][124]
- ベーブ・ルース - 野球の神様[125]
- ペレ - サッカーの神様[126][127]
- 星新一（ほし・しんいち） - ショートショートの神様[128][129]
- ボブ・ディラン - フォークの神様[130][131]
- ボブ・マーリー - レゲエの神様[132][133]
- 本田多聞（ほんだ・たもん） - アマレスの神様[134][135]
- 本間宗久（ほんま・そうきゅう） - 相場の神様[136][137]

### ま行
- マイケル・ジョーダン - バスケの神様
- 正村竹一（まさむら・たけいち） - パチンコの神様[138][139]
- 松下幸之助（まつした・こうのすけ） - 経営の神様[140][141]
- 松本勝明（まつもと・かつあき） - 競輪の神様[142][143]
- マルセル・マルソー - パントマイムの神様[144][145]
- 宮本茂紀（みやもと・しげき） - 椅子の神様[146]
- 村上克司（むらかみ・かつし） - キャラクタービジネスの神様[147]

### や行
- 山岸一雄（やまぎし・かずお） - ラーメンの神様[148][149]
- 遊佐幸平（ゆさ・こうへい） - 馬術の神様[150][151]
- 横光利一（よこみつ・りいち） - 小説の神様、文学の神様[152][153]

### ら行
- デイブ・ロジャース - ユーロビートの神様[154][155]
- ジョエル・ロブション - フレンチの神様[156][157]

### わ行
- ヤン＝オベ・ワルドナー 卓球の神様[158]